# Castilblanco de los Arroyos
Castilblanco de los Arroyos – gmina w Hiszpanii, w prowincji Sewilla, w Andaluzji, o powierzchni 323,54 km². W 2011 roku gmina liczyła 5084 mieszkańców. Badania archeologiczne nad obszarem miejskim wykrywają przejście przez kilka miast w całej prehistorii i historii, a także powstawanie różnych skupisk ludności w obszarze miejskim poza tym, który dotarł do chwili obecnej, takich jak Puente del Viar, założony przez osadników z Estremadury w 1472 roku.